# Duplachionaspis bara
Duplachionaspis bara är en insektsart som beskrevs av Mamet 1959. Duplachionaspis bara ingår i släktet Duplachionaspis och familjen pansarsköldlöss.
Artens utbredningsområde är Madagaskar. Inga underarter finns listade i Catalogue of Life.